# 朱萬春
朱萬春（？—？），字寰同，南直隶庐州府无为州人，明朝政治人物。

## 生平
万历二十八年（1600年）庚子科应天中式舉人，二十九年（1601年）聯捷辛丑科進士，知上饶，遏璫竖开采之扰，省长差拖累之患。三十六年考選，擢江西道御史，劾本兵，纠总河，论首辅，请东宫出阁讲学。巡按四川，奏留帑金充采办，免加派，赈荒灾。转江右道副使，升右参政，平鄱阳湖剧贼，内升，历太仆寺少卿、左通政使。